# 阳羡词派
阳羡词派是清代前期的一个重要词创作流派，创始人是清代词人陈维崧。因陈维崧是江苏宜兴人，而宜兴古名阳羡，所以被称为阳羡词派。主要词人有曹贞吉、万树、蒋景祁、任绳隗、徐喈凤等。阳羡词派对清词中兴做出了巨大贡献，嘉庆以前，服膺者甚众。

## 主要词人
陈维崧，字其年，宜兴人，父亲是明末四公子之一的陈贞慧，被称为明末清初词坛第一人。
万树，字红友，一字花农，号山翁、山农。清初著名诗人、词学家、戏曲文学作家。著有《词律》、《香胆词》等。